# Lobovates chopardi
Lobovates chopardi är en bönsyrseart som beskrevs av Deeleman-Reinhold 1957. Lobovates chopardi ingår i släktet Lobovates och familjen Mantidae. Inga underarter finns listade i Catalogue of Life.